# Christofer Herrmann
Christofer Herrmann (geboren 1962 in Mainz) ist ein deutscher Architekturgeschichtler. Er befasst sich vorrangig mit dem  Staat des Deutschen Ordens.

## Wissenschaftlicher Werdegang
Christofer Hermann lehrte vierundzwanzig Jahre lang an polnischen Hochschulen im ehemaligen Ordensland.
An der Johannes Gutenberg-Universität Mainz studierte er Kunstgeschichte, deutsche Volkskunde, Slawistik und Politologie. 1993 wurde er dort mit der Dissertation Wohntürme des späten Mittelalters auf Burgen im Rhein-Mosel-Gebiet promoviert. Anschließend übernahm er 1995–2006 eine außerordentliche Professur am germanistischen Lehrstuhl der Universität Ermland-Masuren in Olsztyn (Allenstein). Damit konnte er sowohl seine Kenntnisse der polnischen Sprache verbessern, als auch intensiv an der Architektur seines Interesses forschen. Das Ergebnis war seine Arbeit Die mittelalterliche Architektur im Gebiet der ehemaligen preußischen Bistümer (Kulm, Pomesanien, Ermland, Samland) Untersuchungen zur Frage der Kunstlandschaft und -geographie, mit der er sich an der Universität Greifswald habilitierte. Mit diesen Voraussetzungen lehrte er 2006–2019 Kunstgeschichte an der Uniwersytet Gdański und erforschte weiterhin intensiv die mittelalterliche Architektur des ehemaligen Ordensgebietes. Dabei unternahm er seine Forschungen am Hochmeisterpalast auf der Marienburg 2015–2019 gleichzeitig als Projekt des Fachgebiets Baugeschichte und Stadtbaugeschichte der Technischen Universität Berlin. Ab 2019 lehrte er dort als Privatdozent. Seit 2020 leitet er ein internationales Forschungsprojekt ‚MALIV‘ zur mittelalterlichen Architektur in Livland. Zu den Ergebnissen wurde 2022 eine Einführung vorgelegt.

## Stipendien
- Herderinstitut Marburg
- Geisteswissenschaftliches Zentrum Geschichte und Kultur Ostmitteleuropas
- Deutsche Forschungsgemeinschaft

## Mitgliedschaften
- Polnisches Komitee von ICOMOS
- Historische Kommission für ost- und westpreußische Landesforschung
- Historischer Verein für Ermland
- Deutsche Burgenvereinigung

## Veröffentlichungen
- Wohntürme des späten Mittelalters auf Burgen im Rhein-Mosel-Gebiet (Diss., als PDF unter[1])
- Christofer Herrmann/Beate Schmid: Die Ruine Landskron in Oppenheim, Mainzer Archäologische Schriften 2, Mainz 1998
- Christofer Herrmann/Andrzej Rzempołuch (Hg.): Ermländische Ansichten. Ferdinand von Quast und die Anfänge der Denkmalpflege in Preußen und Ermland [Ausstellungskatalog], Münster/Olsztyn 2006
- Das Preußenland als mittelalterliche Architekturlandscbaft, Franz Steiner Verlag Stuttgart 2006, Sonderdruck aus Karl Heinz Spieß (Hg.): Landschaften im Mittelalter[5]
- Mittelalterliche Architektur im Preußenland, Untersuchungen zur Frage der Kunstlandschaft und -Geographie, Michael Imhof Verlang 2007 (als PDF unter[3])
- Danzig Stadtführer, 2007, ISBN 978-3-86568-306-9
- Marienburg Hochmeisterpalast u. Großer Remter, 2007, ISBN 978-3-86568-281-9
- Danzig Marienkirche, 2007, ISBN 978-3-86568-279-6
- Ermland und Masuren, 2008, ISBN 978-3-86568-386-1
- Thorn Stadtführer, 2009, ISBN 978-3-86568-504-9
- Lilli Herrmann – Leben und Werk, 2011, ISBN 978-3-86568-720-3
- Christofer Herrmann, Dethard von Winterfeld (Hg.): Mittelalterliche Architektur in Polen, zwei Bände, Michael Imhof Verlag, 2013, ISBN 978-3-7319-0087-0, mit mehreren von ihm selber verfassten Kapiteln
- Christofer Herrmann/Edmund Kizik (Bearb.): Chronik der Marienkirche in Danzig. Das „Historische Kirchen Register“ von Eberhard Bötticher (1616). Transkription und Auswertung, Köln/Weimar/Wien 2013
- Marienburg Schloss- und Stadtführer, 2014, ISBN 978-3-86568-308-3
- Burgen im Ordensland Preußen. Handbuch zu den Deutschordens- und Bischofsburgen in Ost- und Westpreußen, Petersberg 2015
- Christofer Herrmann, Ernst Gierlich, Matthias Müller: Backsteinarchitektur im Ostseeraum, Neue Perspektiven der Forschung, Petersberg 2015, ISBN 978-3-7319-0184-6
- Der Hochmeisterpalast auf der Marienburg. Konzeption, Bau und Nutzung der modernsten Fürstenresidenz um 1400, Petersberg 2019 (Das verlinkte PDF enthält neben der eigentlichen Arbeit auch eine Rubrik ‚About Author‘ mit der Vita des Autors.)
- Der Marienburger Hochmeisterpalast / Malborski Palac Wielkich Mistrzow (Startseite), ISBN 978-3-7319-1045-9 (2020)
- Frauenburg, Domburg – Stadt – Nicolaus Copernicus, Dom- u. Stadtführer, ISBN 978-3-7319-1012-1 (2020)
- Mittelalterliche Architektur in Livland – Übersicht und Einführung (als PDF unter[4])